# Aldo Olivieri
Aldo Olivieri (San Michele Extra, 2 d'octubre de 1910 - Lido di Camaiore, 5 d'abril de 2001) fou un futbolista italià de la dècada de 1930 i posteriorment entrenador de futbol.
Pel que fa a clubs, va jugar al Torino FC a primera divisió, i a Hellas Verona, Lucchese, i Brescia Calcio a segona divisió.
Fou internacional amb Itàlia, amb la qual disputà 24 partits i participà en el Mundial de 1938 on es proclamà campió.